# Water & Power Development Authority Football Club
O Water & Power Development Authority Football Club mais conhecido como WAPDA é um clube de futebol com sede em Lahore, Paquistão. A equipe compete no Campeonato Paquistanês de Futebol.

## Títulos
Tem como principal título, o Campeonato Paquistanês de Futebol, que ganhou 4 vezes

## História
O clube foi fundado em 1983.